# Hameur Bouazza
Hameur Bouazza (arabski:هامور بوعزة; ur. 22 lutego 1985 w Évry) – algierski piłkarz urodzony we Francji występujący najczęściej na pozycji lewego pomocnika w FC Fleury 91.

## Kariera klubowa
Bouazza urodził się we Francji jednak swoją zawodową karierę piłkarską rozpoczął w roku 2003 w angielskim Watford, z którym kontrakt podpisał 1 czerwca. W pierwszym sezonie tam spędzonym wystąpił tylko w dziewięciu ligowych spotkaniach. W następnym zaś zdołał się przebić do pierwszego składu. 6 października 2005 został wypożyczony do Swindon Town. W czasie pobytu w drużynie The Robins wystąpił w 13 meczach i strzelił dwie bramki. Po powrocie z wypożyczenia, w sezonie 2006/07 zagrał w aż 32 pojedynkach ligowych, w czasie których zdobył pięć goli. 8 sierpnia 2007 podpisał kontrakt z klubem występującym w angielskiej Premier League — Fulham. Kwota transferu wynosiła 4 miliony funtów. W drużynie the Cottagers zadebiutował cztery dni później w wyjazdowym meczu z Arsenalem Londyn. W sezonie 2007/08 zaliczył jeszcze 19 spotkań po czym 9 sierpnia został wypożyczony na jeden rok do Charlton Athletic. W tej ekipie Bouazza zagrał w 25 ligowych meczach, zdobył w nich cztery bramki, po czym, 8 stycznia 2009 roku został ponownie wypożyczony, tym razem do Birmingham City. Zadebiutował tam 17 stycznia w pojedynku z Cardiff City. W drużynie tej rozegrał jeszcze 15 ligowych występów, po czym w maju powrócił do Londynu. 18 sierpnia 2009 roku Bouazza przeszedł do tureckiego Sivassporu i rozegrał dla niego tylko jedno spotkanie w rundzie eliminacyjnej do Ligi Europy (przegrana 0:3 z Szachtarem Donieck). 31 sierpnia Sky Sports poinformował, że piłkarz odszedł do Blackpool. Następnego dnia poinformowano, że Algierczyk podpisał umowę z nową drużyną do końca sezonu 2009/10. Latem piłkarz odszedł do beniaminka francuskiej Ligue 1 – Arles. W styczniu 2011 roku przeszedł na wypożyczenie do Millwall; 19 kwietnia 2011 podpisał stały kontrakt z tym klubem. Następnie grał w takich klubach jak: Racing Santander, ES Sétif, Red Star FC, Étoile Sportive du Sahel, Tours FC i FC Fleury 91.

## Kariera reprezentacyjna
W reprezentacji swojego kraju Hameur zadebiutował 7 lutego 2007 w wygranym 2-1 towarzyskim spotkaniu z reprezentacją Libii. 20 listopada tego samego roku w wygranym 3-2 pojedynku z Mali strzelił swoją pierwszą w kadrze.